# Verrat im Dschungel
Verrat im Dschungel ist ein US-amerikanisches Filmdrama aus dem Jahre 1939 von Henry Hathaway mit Gary Cooper in der Hauptrolle. Die Geschichte basiert auf dem Roman The Real Glory (1938) von Charles L. Clifford.

## Handlung
Die Geschichte spielt auf den Philippinen. Im Jahr 1906 erhält Colonel Hatch den Befehl, dass sich die von ihm angeführten US-Truppen aus Fort Mysang auf der Insel Mindanao zurückziehen sollen. Hatch protestiert, da er befürchtet, dass die moslemischen Moros unter ihrem Anführer Alipang daraufhin die anderen Volksgruppen überrennen werden. Hatchs militärischer Vorgesetzter erwidert hingegen, dass Hatch die Eingeborenen in Selbstverteidigung ausbilden solle, ehe er mit seinen Leuten abzieht. Um dieses Ziel zu erreichen, erhält Hatch Hilfe von einem Team von Spezialisten: Dr. Bill Canavan, Lieutenant Terrence McCool, Captain Steve Hartley, Lieutenant Larsen und Captain George Manning. Alipang beobachtet, wie die Amerikaner in Mysang ankommen, und befiehlt einem seiner Gefolgsleute, Colonel Hatch zu töten, damit die unvorbereiteten Einheimischen dazu gebracht werden, dessen Streitkräfte im Dschungel anzugreifen und sie aufzureiben. Der Attentäter ist erfolgreich, und trotz Canavans Rettungsversuchen stirbt Hatch.
Hartley erleidet während des Angriffs eine Kopfverletzung, erholt sich jedoch und wird Mannings Stellvertreter. Lieutenant Yabo und die Amerikaner haben Mühe, die einheimischen Verbündeten auszubilden, die in großer Angst vor Alipang leben. Manning freut sich derweil auf die Ankunft seiner Frau, die zu Besuch kommt. Auf dem Boot ebenfalls anwesend ist Hartleys Tochter Linda, die er seit vier Jahren nicht mehr gesehen hat. Lindas Besuch überrascht ihren Vater, und noch überraschender ist ihre Entschlossenheit, an seiner Seite zu bleiben. Sie wird schnell zum Mittelpunkt einer Liebesrivalität zwischen Larsen, McCool und Canavan, doch sie scheint sich für den harten aber verständnisvollen Arzt zu entscheiden. In der Nacht, in der die anderen Frauen eintreffen, fällt Manning einem weiteren gedungenen Mörder Alipangs zum Opfer, und Hartley, der aufgrund seiner Kopfverletzung erblindet ist, übernimmt das Kommando. Mit der Hilfe von Miguel, einem Moro-Jungen, der den Amerikanern treu ergeben ist, nimmt Canavan einen von Alipangs Männern gefangen und verspottet ihn, um den Einheimischen die Angst vor den Moros zu nehmen.
Alipang ist entschlossen, die US-Truppen in den Dschungel zu locken und staut den Fluss, der durch das Dorf fließt. Da die Dorfbewohner dadurch gezwungen sind, unsauberes Wasser zu verwenden, bricht eine Choleraepidemie aus. Während Linda Canavan hilft, die Kranken zu behandeln, führen Miguel und Larsen eine Gruppe von Männern an, um den Damm zu sprengen. Als sie nicht zurückkehren, bietet der Datu, ein Moro-Fürst, der heimlich mit Alipang koaliert, an, Hartley und die Truppen zum Damm zu führen. Nachdem sie gegangen sind, kehrt Miguel allein und schwer verletzt zurück. Er erzählt Canavan, dass der Datu Larsen getötet hat, und der Arzt eilt herbei, um Hartley zu warnen. Er holt die Truppen ein, als sie in einen Hinterhalt geführt werden, und schickt sie ins Dorf zurück, während er zum Damm geht. Canavan gelingt es, den Damm zu sprengen, doch während die Dorfbewohner feiern, werden sie von den Banditen angegriffen. Als Canavan seinen Leuten befiehlt, Flöße zu bauen, mit denen sie das Fort schnell erreichen können, wird McCool bei der Verteidigung des Munitionsdepots getötet. Der Arzt erreicht das Fort als Erster und verteidigt es zusammen mit Linda gegen die Plünderer, bis die Truppen eintreffen. Yabos Männer besiegen die Moros. Später besteigen Hartley, Linda, Canavan und Miguel ein Schiff, das sie zurück in die Heimat führt.

## Produktionsnotizen
Die Dreharbeiten zu Verrat im Dschungel begannen am 24. April 1939 und endeten Mitte Juli desselben Jahres. Die Uraufführung fand am 14. September 1939 in New York statt. Die deutsche Premiere war erst nach dem Zweiten Weltkrieg, am 23. August 1951.
Stuart Heisler und Archie Mayo waren die Regisseure des Zweiten Drehteams, Robert Riskin übernahm die Produktionsleitung. James Basevi gestaltete die Filmbauten, Julia Heron die Ausstattung.

## Kritiken
Frank S. Nugent schrieb in der New York Times: „Wenn man bedenkt, dass es auf den Philippinen lange vor dem Spanisch-Amerikanischen Krieg nationalistische Aufstände gab, hat sich Samuel Goldwyn vielleicht ein wenig Ärger einhandeln müssen, weil er in "The Real Glory" … behauptete, die Geschichte der Philippinen als Nation und als Volk falle auf das Jahr 1906, als die einheimische Polizei den Mut fand, die Moro-Räuber … zu vernichten. Trotzdem ist es eine gute Geschichte, ob wahr oder falsch, und sie wurde zu einem großartigen Abenteuerfilm mit mehr Action, Spannung und Melodrama gemacht (…) Mr. Hathaway hätte keine passendere Besetzung finden können. Mr. Cooper als grimmig grinsende Kriegsmaschine, Andrea Leeds als Tochter des Kapitäns, Reginald Owen als kommandierender Offizier, der bellt, um seine zunehmende Blindheit zu verbergen, David Niven als schelmischer Leutnant, Broderick Crawford als stämmiger Kerl mit einer Vorliebe für Orchideen, Tetsu Komai als Alipang, Vladimir Sokoloff als verräterischer Datu.“

„Moro-Aufstände, Guerilla-Kriegshandwerk, Cholera-Epidemien und einfallsreiche Darstellungen menschlicher Grausamkeiten bilden den Rahmen, dem gegenüber eine harmlose, melodramatische Geschichte erzählt wurde.“

„In Zeiten wie diesen stellen wir die Weisheit in Frage, mit den Knochen im Kleiderschrank des Yankee-Imperialismus zu klappern.“

Die österreichische Nachkriegskritik zeigte sich nur mäßig begeistert. Der Wiener Kurier meinte zwar, der Film habe „den Realismus der Kampfszenen und die authentische Atmosphäre des seinerzeitigen Indienfilms übernommen, jedoch zum Klischee der Handlung gegriffen. Die Schicksale einer amerikanischen Garnison auf den Philippinen im Kampf mit Seeräubern sind indessen mit genügend Spannung geladen, um ein wenig anspruchsvolles Publikum aus ganzem Herzen „mitgehen“ zu lassen“. Die sowjetnahe Österreichische Zeitung hingegen nannte den Streifen wütend „eine verlogene Verherrlichung der amerikanischen Kolonialherrschaft auf den Philippinen“.
Der Movie & Video Guide konstatierte „ausgezeichnete Actionszenen.“
Im Lexikon des Internationalen Films heißt es: „Ein aktionsreicher, publikumswirksamer Abenteuerfilm von Format, dem auch eine süßliche Liebesgeschichte am Rande nichts von der tempogeladenen Spannung nimmt.“